# Karim Martusewicz
Karim Martusewicz (ur. 27 listopada 1972 w Trypolisie w Libii) – polski kontrabasista i gitarzysta basowy, producent muzyczny i kompozytor. Lider i założyciel zespołu Karimski Club oraz Karimski Orchestra. Mąż Sylwii Wiśniewskiej.
Absolwent renomowanej austriackiej uczelni Universitaet fuer Musik und Darstellende Kunst in Graz, w klasie kontrabasu jazzowego, prowadzonej przez Prof. Wayne Darling’a.
Jako producent, czy kierownik muzyczny Karim Martusewicz współpracował z takimi Artystami oraz instytucjami jak:
Kasia Kowalska, Małgorzata Walewska, Ewelina Flinta, Justyna Steczkowska, Natalia Przybysz, Monika Kuszyńska, Zbigniew Wodecki, Tomasz Organek, Zbigniew Hołdys, Wojciech Waglewski, Grzegorz Markowski, Adam Nowak, Fisz, Emade, Abradab, Krzysztof Kiljański, Sylwia Wiśniewska, Krzysztof Zalewski, Orkiestra Aukso, WOŚP, TVP Kultura, MTV Unplugged.
Od stycznia 1998 członek Voo Voo, z którym koncertuje i nagrywa cały czas. Wcześniej grał w zespole Woobie Doobie Wojtka Olszaka, grał na basie w musicalu Metro. 
Karim Martusewicz ze swoją Karimski Orchestra koncertuje i nagrywa m.in. ze Zbigniewem Hołdysem, z Wojciechem Waglewskim i Marią Peszek. W 2024r. Karimski Orchestra rozpoczęła serię koncertów ze Zbyszkiem Hołdysem i Wojciechem Waglewskim grając utwory z legendarnej płyty ICHING, gdzie Karim Martusewicz jest pomysłodawcą, aranżerem i producentem muzycznym.
Jako kompozytor Karim Martusewicz dał się poznać dzięki płytom nagranym pod szyldem Karimski Club. Jest również autorem muzyki do wielu filmów fabularnych, seriali, spektakli teatralnych i opraw muzycznych programów TV.
Kierownictwo muzyczne, autor aranżacji, dyrygent koncertów telewizyjnych: „Herbert” (wydanie CD/DVD)-TVP2-TVPolonia, „Przystanek Woodstock – Koncert Jubileuszowy” (wydanie CD/DVD)- Canal+, „Koncert Papieski” (rok 2010) TVP1, „Koncert Papieski” (rok 2016)TVP1, „Jubileusz TVP Kultura – Gala Inspiracje Kultury”, „Koncert „Kolędowanie z JP2” TVP1
Laureat nagród: Fryderyka (2015), Mateusza Trójki (2017) wraz z zespołem Voo Voo.
Autorstwo kompozycji i współwykonanie kilkudziesięciu piosenek m.in. na płytach Voo Voo, Zakopower, Karimski Club.
Muzyk sesyjny, autor aranżacji na płytach m.in. : Voo Voo, Justyna Steczkowska, Zakopower, Zbigniew Wodecki, Maria Peszek, Tworzywo Sztuczne, Fisz, Magdalena Umer,
W marcu 2024 Karim Martusewicz założył Fundację Kultury i Edukacji „Karimski Foundation” mającą na celu  wspieranie edukacji kulturalnej młodzieży przede wszystkim w dziedzinie muzyki.

## Dyskografia

### W ramach Karimski Club
- 2007: Karimski Club
- 2009: Herbert
- 2009 Koncert Jubileuszowy Przystanku Woodstock
- 2018 Karimski Club dla Dzieci
- 2019 Colours of Christmas - Kolory Świąt
- 2020 Adam Nowak i Akustyk Amigos „Pół Płyty"
- 2021 Film Music
- 2024 Soundtrack z filmu „Za duży na bajki"
- 2024 Soundtrack z filmu  „Za duży na bajki 2"

### Autorstwo muzyki do filmów
- „Za Duży Na Bajki 2” – reż. Kristoffer Rus
- „Za Duży Na Bajki” – reż. Kristoffer Rus
- „Lepsza Połowa” – serial TVP2 – reż. Kristoffer Rus / reż. Artur Żmijewski
- „Żywioły Saszy” – serial TVN – reż. Kristoffer Rus
- „Okna Okna” (fragmenty) – reż. Wojciech Solarz
- „Król Życia” -reż. Jerzy Zieliński
- „Autor Solaris” (fragmenty) – reż. Borys Lankosz.
- „Karol, który został Świętym” – reż. Grzegorz Sadurski
- „Krępujące zdjęcia z rodzinnego albumu” – reż. Paweł Nowak.
- „Kuba i Śruba” -serial animowany -reż. Andrzej Orzechowski, Bronisław Zeman. Autor muzyki.
- „Podróże na burzowej chmurze” – serial animowany (połowa serii) – reż. Agnieszka Sadurska
- Piosenka: „Tyle nadziei tyle miłości” – muzyka film „Powstanie Warszawskie” – wykonanie: Adam Nowak, Sylwia Wiśniewska

### Autorstwo muzyki do spektakli teatralnych
- „Wielce Szanowna Pani” – reż. Martyna Peszko (Teatr Polski w Bydgoszczy)
- „Juliusz Cezar” – reż. Mariusz Malec (Teatr Polskiego Radia)
- „Kordian Warszawski” – reż. Mariusz Malec (Teatr Polskiego Radia)
- „Król Lear” – reż. Mariusz Malec (Teatr Polskiego Radia)
- „Iwona, księżniczka Burgunda" -  reż. Mariusz Malec (Teatr Polskiego Radia)

### Autorstwo czołówek telewizyjnych (wybór)
- Teleekspress (TVP)
- Strażnicy Pamięci (Discovery)
- Szkło Kontaktowe (TVN24)
- Gra Warszawa (TVP3)
- Granice Wytrzymałości (Polsat)

### W ramach Voo Voo (wybór)
- Tytus, Romek i A’Tomek wśród złodziei marzeń
  - bas
  - aranżacja smyczków w utworach Skrzypki szybkie i Skrzypki wolne
- XX Cz.1
  - bas, kontrabas
  - muzyka w utworze Karim
- 21
- Tischner
  - kontrabas elektryczny, bas akustyczny, produkcja muzyczna
  - muzyka w utworach Droga wiedzie w błękicie, Orla Perć, Uśmiech

### Gościnnie
- Nick Cave i przyjaciele
  - W moich ramionach
- Fisz
  - Na wylot
    - 30 cm – gitara basowa
    - S.O.S. – keys
    - Rozmyty – gitara basowa
    - 23:32 – muzyka, kontrabas
    - Tajemnica – Rhodes, gitara basowa, aranżacja smyczków
    - Na wylot – kontrabas
- Dzieci z Brodą
  - Normalnie szok!
    - Stworzenie – kontrabas
    - Mama – kontrabas
    - Anioł Stróż – kontrabas
    - Śmierci nie ma – piła grająca
    - Arka Noego – kontrabas
- Maria Peszek
  - miasto mania – aranżacja smyków i partii chóru, bas
- Wojciech Waglewski
  - Muzyka filmowa
- Zakopower
  - Musichal
    - Kiebyś Ty..., Poziom Adrenaliny, Krapka Soli – kontrabas
    - Siadoj z nami – muzyka, kontrabas
    - Kac – piła
- Dagadana
  - Maleńka (2010)
    - Maleńka - piła
- Honor jest wasz Solidarni

### Inne
- European Sextett
  - Suita Europejska
- Pan Yapa
  - Pan Yapa i magiczna załoga – muzyka, produkcja muzyczna, aranżacja utworów
    - Magiczna załoga – gitara basowa, instrumenty klawiszowe
    - Pojedynków czar, Smoczy twist – gitara basowa, syntezator basowy
    - Urodziny małego czarodzieja, Cztery wilkołaki, Cyrk na drągu, Dwa utopce, Morelowy wampirek, Rock trolli – gitara basowa, instrumenty klawiszowe, programowanie
    - Mambo Bazyliszek – kontrabas
    - Żółte eliksiry – gitara basowa, syntezator basowy, Fender Rhodes
    - Zlot czarownic – kontrabas, syntezator basowy, Fender Rhodes, programowanie
    - Książę i tchórz  – soundtrack z gry